# Willi Maillard
Willi Maillard (* 26. Februar 1879 in Berlin als Waldemar Willy Maillard; † 15. Juli 1945 in Konstanz) war ein deutscher Maler und Hochschullehrer.

## Leben und Werk

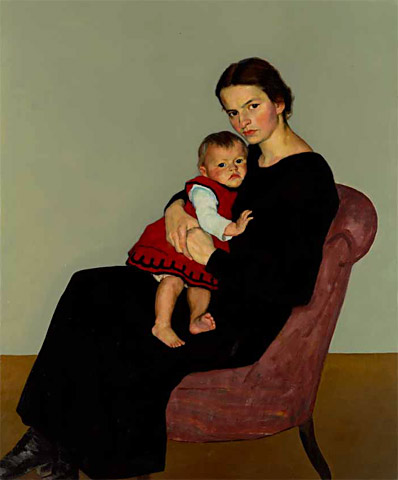
Willi Maillard: Cläre Maillard mit Tochter Maria (1920)

Maillard wurde als Sohn eines Rechnungsrates in der Schöneberger Vorstadt geboren. Er studierte zunächst Malerei an der Kunstakademie Berlin, wo er 1899 einen Lehrauftrag übernahm und einige Jahre später zum Professor für Malerei ernannt wurde. Er malte vorwiegend Porträts, Landschaftsbilder und Stillleben. Seine Werke zeigte er unter anderem auf den Großen Berliner Kunstausstellungen 1906 und 1910 sowie der Ausstellung der Freien Secession in Berlin 1914.
1916 heiratete er in Biesenthal die Pfarrerstochter Cläre Zechlin, eine Enkelin des altmärkischen Heimatforschers Theodor Zechlin und Schwester des Historikers Egmont Zechlin, die selbst auf lokalhistorischer Ebene forschte.
Willi und Cläre Maillard hatten zwei Töchter, die Malerin Maria Kegel-Maillard und die Musikerin und bekannte Kinderbuchillustratorin Katharina Maillard.
Während des Zweiten Weltkrieges siedelte die Familie 1943 nach Konstanz über, wo Willi Maillard 1945 starb.

## Ausstellungen und Galerien
- Ausstellung „Willi Maillard 1879–1945“: Galerie Irene Lehr, Berlin, 28. Mai bis 30. Juli 2010 („Kunstmarkt.com“)
- Die Berlinische Galerie besitzt einen Teil des künstlerischen Nachlasses von Willi Maillard.

## Bekannte Schüler
- Ebba Weddig-Dettenberg (1908–?), Kunsterzieherin, Malerin und Grafikerin
- Jutta Osten (1918–2009), Kunsterzieherin, Grafikerin, Bildhauerin in Köln
- Helene Menne-Lindenberg (1919–1988), Malerin in Gelsenkirchen
- Eva Thomkins (1922–2006), Kunsterzieherin, Künstlerin und Hochschullehrerin in Essen